# Izak Stern
Izak Stern (ur. 28 października 1918 w Białej, zm. 10 października 2008 w Bene Berak w Izraelu) – rabin, w latach 1946–1947 rabin Bielska i Białej.

## Życiorys
Był synem bielskiego asesora rabinackiego Mojżesza Samuela Sterna oraz Rachel Reginą z domu Eisig. Okres II wojny światowej przeżył w Związku Radzieckim. Po powrocie do Bielska zarejestrował się w Komitecie Żydowskim 24 lipca 1946, wpisując w rubrykę zawód: rabin. Powrócił z żoną Zlatą z domu Szapiro (ur. 20 stycznia 1915 r. w Rasin na Ukrainie) oraz synem Pinkasem Sternem (ur. 5 stycznia 1946 r. w Samarkandzie. Przebywał w Bielsku do kwietnia 1947 r., wykonując funkcje rabinackie dla tych Żydów, którzy ocaleli z Holokaustu. Po emigracji do Izraela w 1948 lub 1949 r. został rabinem w Kiriat Jiszmach Mosze a później zamieszkał w Bene Berak, gdzie wybudował synagogę dedykowaną "Świętej Gminie Biała-Bielsko". Miał czterech synów, którzy prowadzą cały czas "bielską" synagogę w Izraelu.